# Kim Jeong-mi
Kim Jeong-Mi (7 de fevereiro de 1975) é uma ex-handebolista sul-coreana. medalhista olímpica.
Fez parte da geração medalha de prata, em Atlanta 1996, com 1 partida.